# Joachim Standfest
Joachim Standfest (Leoben, 30 maggio 1980) è un allenatore di calcio ed ex calciatore austriaco, di ruolo difensore.

## Carriera

### Club
Approda nel 1998 al Grazer AK con cui vince il titolo quattro anni dopo, primo per la società stiriana. Con lo stesso team si aggiudica tre edizioni della coppa nazionale e due supercoppe. Fa anche il suo esordio nelle coppe europee, segnando tre gol nel match di Coppa UEFA contro il KÍ Klaksvík.
Nel 2007 passa all'Austria Vienna con cui vince la sua quarta coppa nazionale battendo in finale 1-0 il Mattersburg. Anche nel 2008-2009 conquista il trofeo ai danni dell'Admira Wacker Mödling.
Nel 2010 torna a Graz per giocare con la maglia dello Sturm. Al termine della stagione 2010-2011 si laurea campione d'Austria con i blackies, precedendo Salisburgo e Austria Vienna.

### Nazionale
Con l'Austria conta attualmente 34 presenze impreziosite da due reti. Debutta in Nazionale nel 2003 e segna la sua prima rete nell'agosto 2005 in occasione dell'amichevole giocata a Vienna contro la Scozia terminata 2-2. Ha partecipato al campionato d'Europa 2008.

## Statistiche

### Cronologia presenze e reti in nazionale
| Cronologia completa delle presenze e delle reti in nazionale ― Austria | Cronologia completa delle presenze e delle reti in nazionale ― Austria | Cronologia completa delle presenze e delle reti in nazionale ― Austria | Cronologia completa delle presenze e delle reti in nazionale ― Austria | Cronologia completa delle presenze e delle reti in nazionale ― Austria | Cronologia completa delle presenze e delle reti in nazionale ― Austria | Cronologia completa delle presenze e delle reti in nazionale ― Austria | Cronologia completa delle presenze e delle reti in nazionale ― Austria |
| Data                                                                   | Città                                                                  | In casa                                                                | Risultato                                                              | Ospiti                                                                 | Competizione                                                           | Reti                                                                   | Note                                                                   |
| ---------------------------------------------------------------------- | ---------------------------------------------------------------------- | ---------------------------------------------------------------------- | ---------------------------------------------------------------------- | ---------------------------------------------------------------------- | ---------------------------------------------------------------------- | ---------------------------------------------------------------------- | ---------------------------------------------------------------------- |
| 11-10-2003                                                             | Vienna                                                                 | Austria                                                                | 2 – 3                                                                  | Rep. Ceca                                                              | Qual. Euro 2004                                                        | -                                                                      | 52’                                                                    |
| 28-4-2004                                                              | Innsbruck                                                              | Austria                                                                | 4 – 1                                                                  | Lussemburgo                                                            | Amichevole                                                             | -                                                                      | 72’                                                                    |
| 25-5-2004                                                              | Graz                                                                   | Austria                                                                | 0 – 0                                                                  | Russia                                                                 | Amichevole                                                             | -                                                                      | 46’                                                                    |
| 4-9-2004                                                               | Vienna                                                                 | Austria                                                                | 2 – 2                                                                  | Inghilterra                                                            | Qual. Mondiali 2006                                                    | -                                                                      |                                                                        |
| 8-9-2004                                                               | Vienna                                                                 | Austria                                                                | 2 – 0                                                                  | Azerbaigian                                                            | Qual. Mondiali 2006                                                    | -                                                                      | 32’                                                                    |
| 9-10-2004                                                              | Vienna                                                                 | Austria                                                                | 1 – 3                                                                  | Polonia                                                                | Qual. Mondiali 2006                                                    | -                                                                      |                                                                        |
| 17-8-2005                                                              | Graz                                                                   | Austria                                                                | 2 – 2                                                                  | Scozia                                                                 | Amichevole                                                             | 1                                                                      | 54’                                                                    |
| 3-9-2005                                                               | Chorzow                                                                | Polonia                                                                | 3 – 2                                                                  | Austria                                                                | Qual. Mondiali 2006                                                    | -                                                                      | 26’ 46’                                                                |
| 12-10-2005                                                             | Vienna                                                                 | Austria                                                                | 2 – 0                                                                  | Irlanda del Nord                                                       | Qual. Mondiali 2006                                                    | -                                                                      | 55’                                                                    |
| 1-3-2006                                                               | Vienna                                                                 | Austria                                                                | 0 – 2                                                                  | Canada                                                                 | Amichevole                                                             | -                                                                      | 85’                                                                    |
| 23-5-2006                                                              | Vienna                                                                 | Austria                                                                | 1 – 4                                                                  | Croazia                                                                | Amichevole                                                             | -                                                                      |                                                                        |
| 16-8-2006                                                              | Graz                                                                   | Austria                                                                | 1 – 2                                                                  | Ungheria                                                               | Amichevole                                                             | -                                                                      |                                                                        |
| 2-9-2006                                                               | Carouge                                                                | Austria                                                                | 2 – 2                                                                  | Costa Rica                                                             | Amichevole                                                             | -                                                                      |                                                                        |
| 6-9-2006                                                               | Basilea                                                                | Austria                                                                | 0 – 1                                                                  | Venezuela                                                              | Amichevole                                                             | -                                                                      |                                                                        |
| 6-10-2006                                                              | Vaduz                                                                  | Liechtenstein                                                          | 1 – 2                                                                  | Austria                                                                | Amichevole                                                             | -                                                                      | 81’                                                                    |
| 15-11-2006                                                             | Vienna                                                                 | Austria                                                                | 4 – 1                                                                  | Trinidad e Tobago                                                      | Amichevole                                                             | -                                                                      | 59’                                                                    |
| 7-2-2007                                                               | Attard                                                                 | Malta                                                                  | 1 – 1                                                                  | Austria                                                                | Amichevole                                                             | -                                                                      | 77’                                                                    |
| 24-3-2007                                                              | Graz                                                                   | Austria                                                                | 1 – 1                                                                  | Ghana                                                                  | Amichevole                                                             | -                                                                      |                                                                        |
| 28-3-2007                                                              | Saint-Denis                                                            | Francia                                                                | 1 – 0                                                                  | Austria                                                                | Amichevole                                                             | -                                                                      | 60’                                                                    |
| 30-5-2007                                                              | Vienna                                                                 | Austria                                                                | 0 – 1                                                                  | Scozia                                                                 | Amichevole                                                             | -                                                                      |                                                                        |
| 2-6-2007                                                               | Vienna                                                                 | Austria                                                                | 0 – 0                                                                  | Paraguay                                                               | Amichevole                                                             | -                                                                      |                                                                        |
| 22-8-2007                                                              | Vienna                                                                 | Austria                                                                | 1 – 1                                                                  | Rep. Ceca                                                              | Amichevole                                                             | -                                                                      |                                                                        |
| 7-9-2007                                                               | Klagenfurt am Wörthersee                                               | Austria                                                                | 4 – 3                                                                  | Giappone                                                               | Amichevole                                                             | -                                                                      |                                                                        |
| 11-9-2007                                                              | Vienna                                                                 | Austria                                                                | 0 – 2                                                                  | Cile                                                                   | Amichevole                                                             | -                                                                      | 44’                                                                    |
| 13-10-2007                                                             | Zurigo                                                                 | Svizzera                                                               | 3 – 1                                                                  | Austria                                                                | Amichevole                                                             | -                                                                      | 65’                                                                    |
| 17-10-2007                                                             | Innsbruck                                                              | Austria                                                                | 3 – 2                                                                  | Costa d'Avorio                                                         | Amichevole                                                             | 1                                                                      |                                                                        |
| 16-11-2007                                                             | Vienna                                                                 | Austria                                                                | 0 – 1                                                                  | Inghilterra                                                            | Amichevole                                                             | -                                                                      |                                                                        |
| 6-2-2008                                                               | Vienna                                                                 | Austria                                                                | 0 – 3                                                                  | Germania                                                               | Amichevole                                                             | -                                                                      |                                                                        |
| 26-3-2008                                                              | Vienna                                                                 | Austria                                                                | 3 – 4                                                                  | Paesi Bassi                                                            | Amichevole                                                             | -                                                                      | 64’                                                                    |
| 27-5-2008                                                              | Vienna                                                                 | Austria                                                                | 1 – 1                                                                  | Nigeria                                                                | Amichevole                                                             | -                                                                      |                                                                        |
| 8-6-2008                                                               | Vienna                                                                 | Austria                                                                | 0 – 1                                                                  | Croazia                                                                | Euro 2008 - 1º turno                                                   | -                                                                      | 72’                                                                    |
| 20-8-2008                                                              | Nizza                                                                  | Italia                                                                 | 2 – 2                                                                  | Austria                                                                | Amichevole                                                             | -                                                                      | 71’                                                                    |
| 6-9-2008                                                               | Vienna                                                                 | Austria                                                                | 3 – 1                                                                  | Francia                                                                | Qual. Mondiali 2010                                                    | -                                                                      | 90’                                                                    |
| 19-11-2008                                                             | Vienna                                                                 | Austria                                                                | 2 – 4                                                                  | Turchia                                                                | Amichevole                                                             | -                                                                      | 46’                                                                    |
| Totale                                                                 |                                                                        | Presenze                                                               | 34                                                                     |                                                                        | Reti                                                                   | 2                                                                      |                                                                        |

## Palmarès

### Club

#### Competizioni nazionali
- Campionato austriaco: 2

Grazer AK: 2003-2004
Sturm Graz: 2010-2011
- Coppa d'Austria: 5

Grazer AK: 1999-2000, 2001-2002, 2003-2004
Austria Vienna: 2006-2007, 2008-2009
- Supercoppa d'Austria: 2

Grazer AK: 2000, 2002